# ویزبه
شهر ویزبه (به سوئدی: Visby) در ناحیه شهری گوتلند در کشور سوئد واقع شده‌است. جمعیت این شهر ۱۸۴۱٫۱۱  نفر است.

## نگارخانه

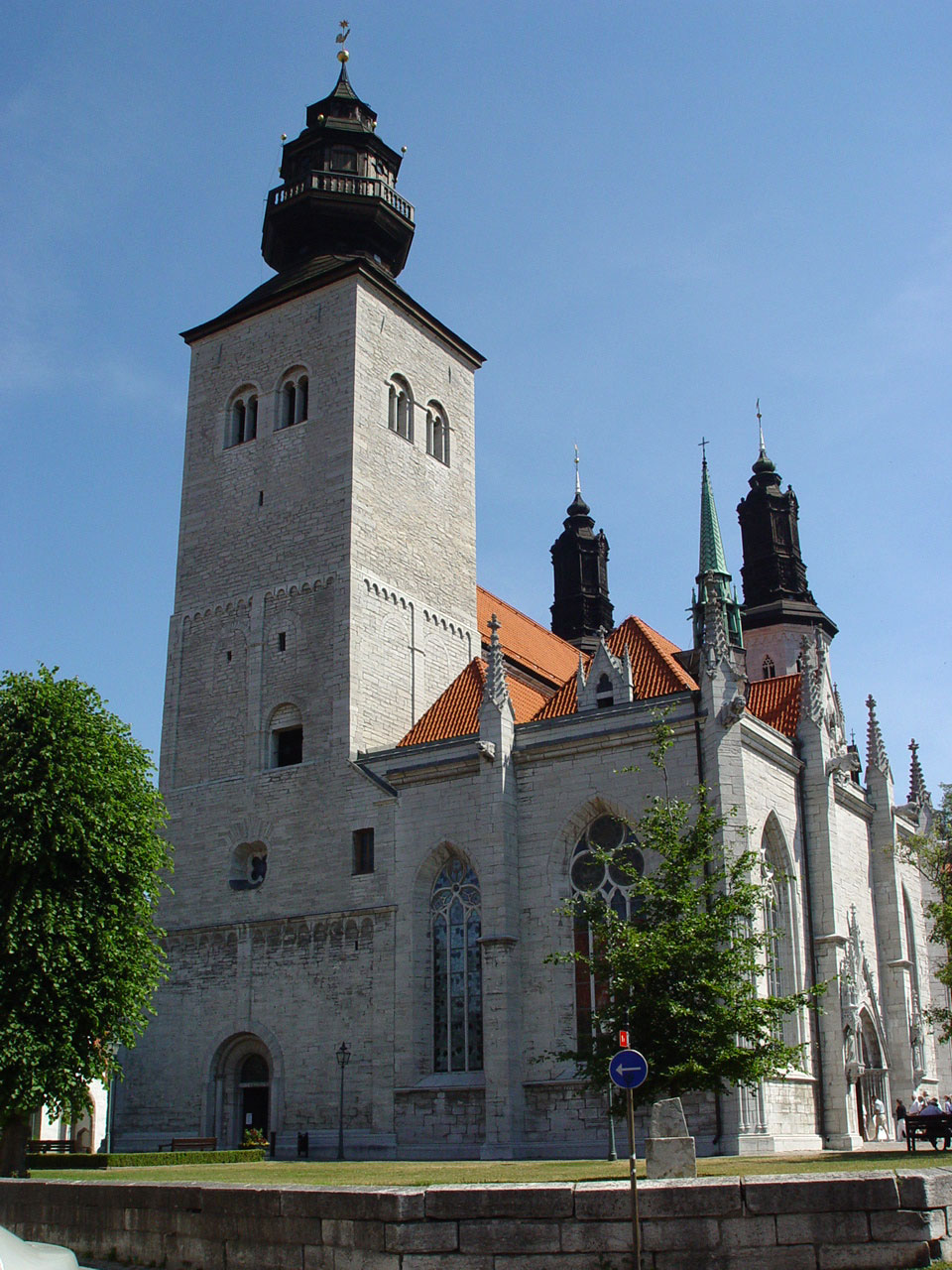
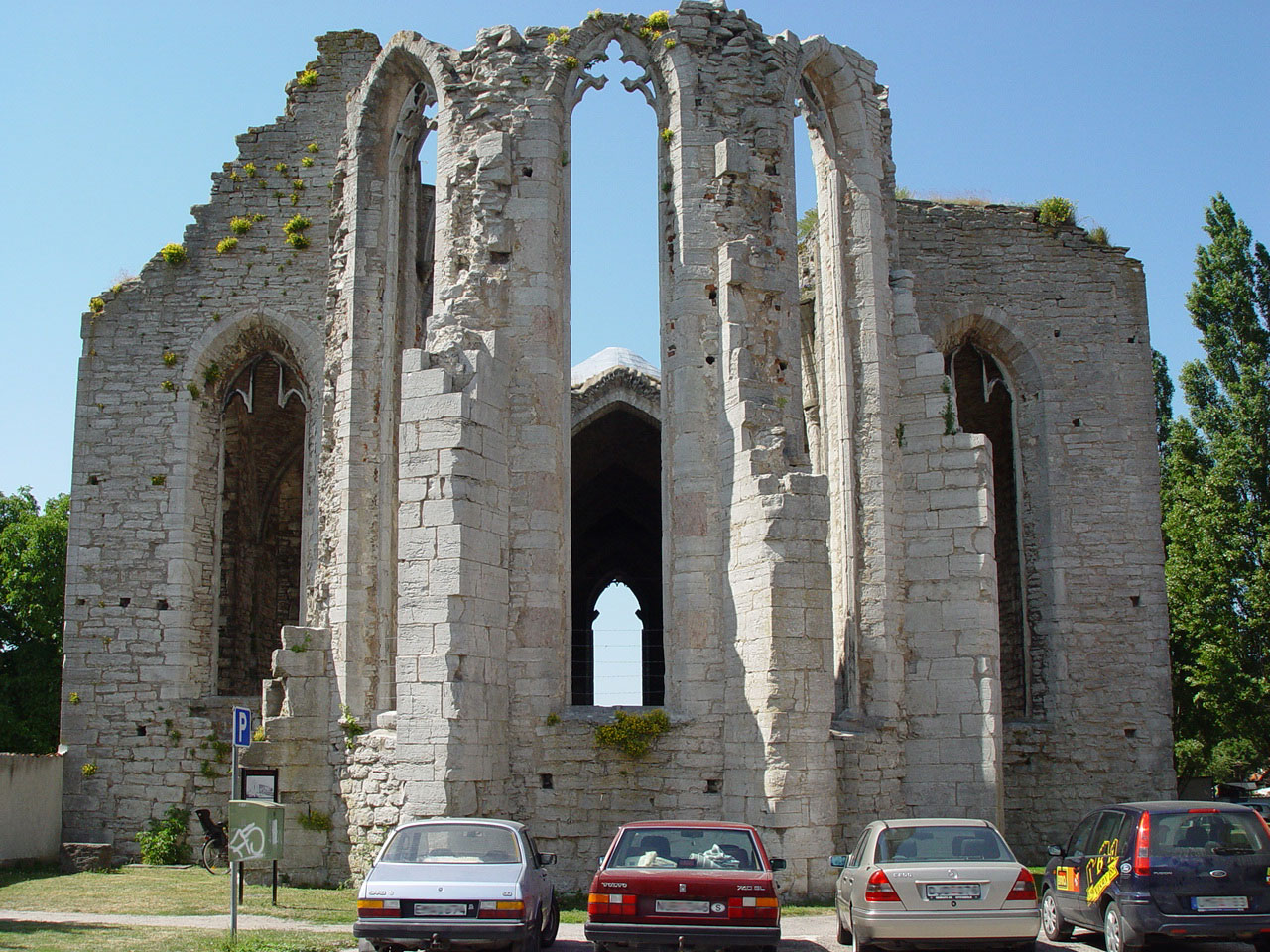
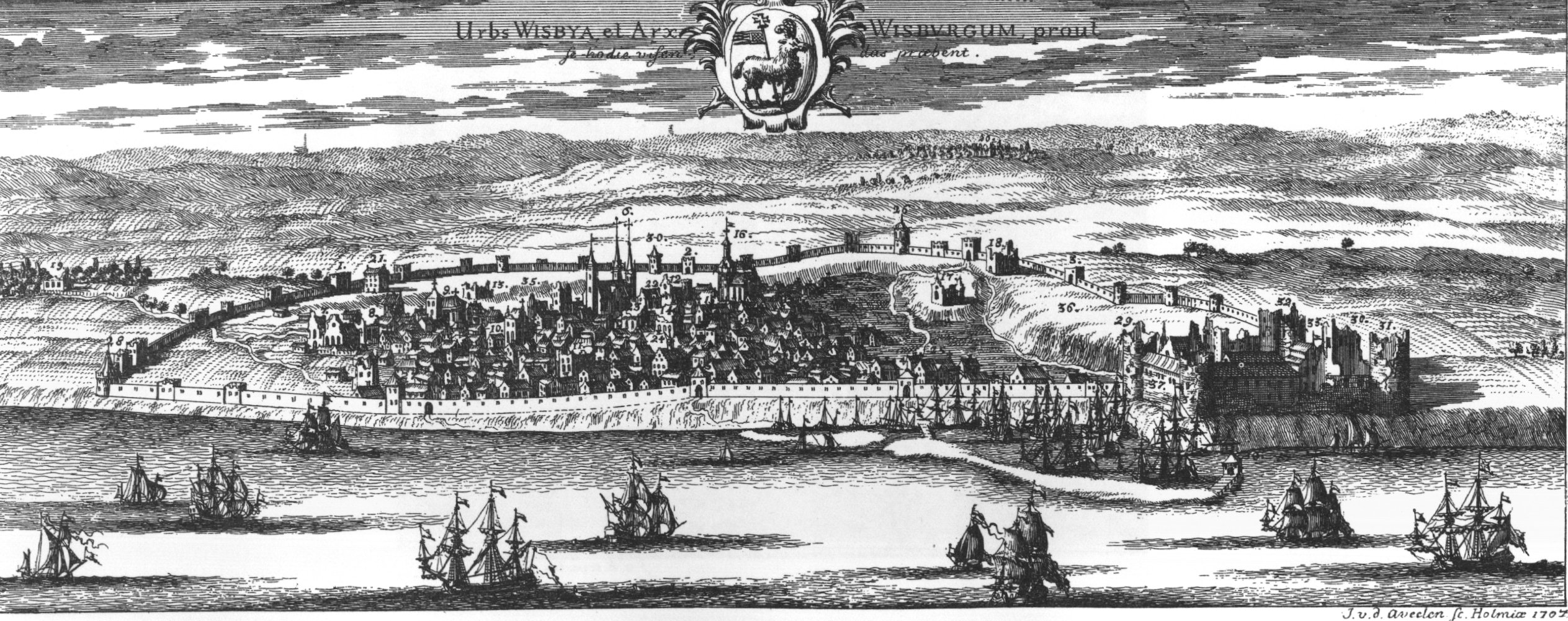
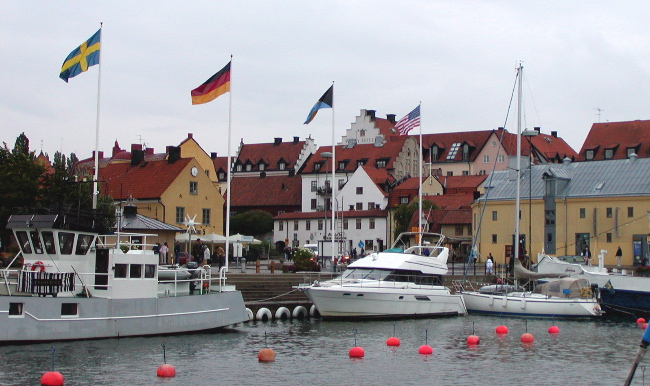
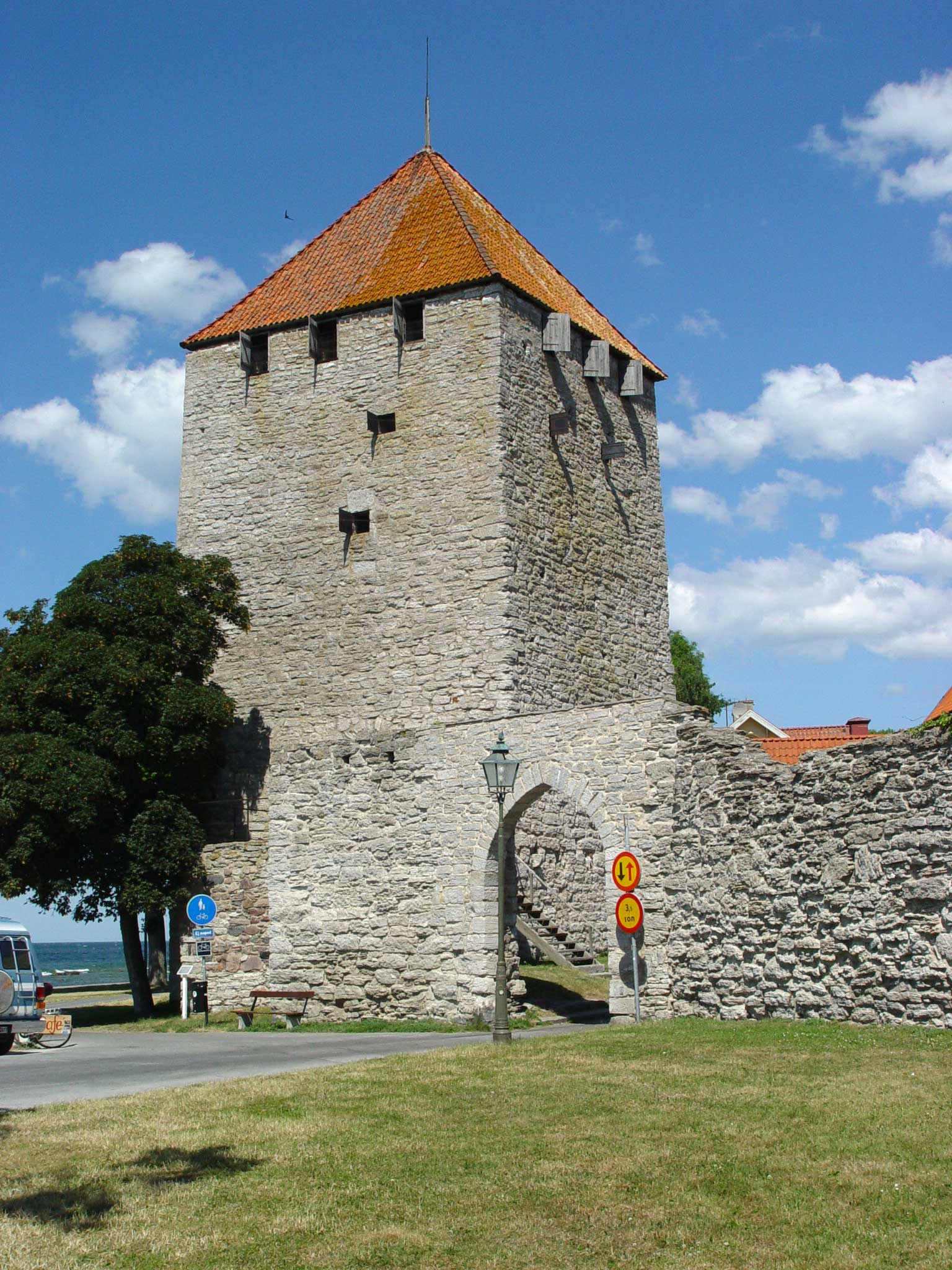
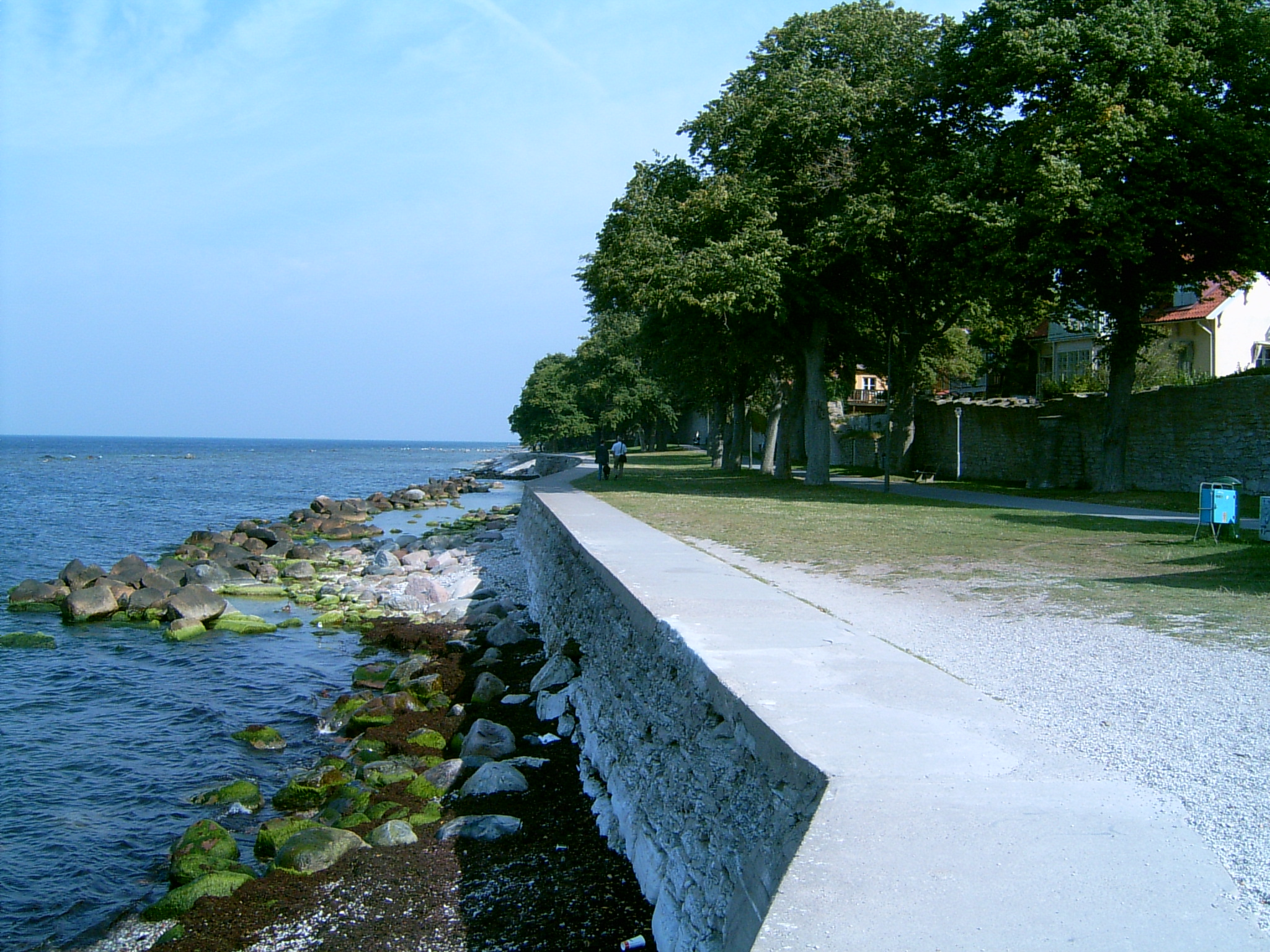
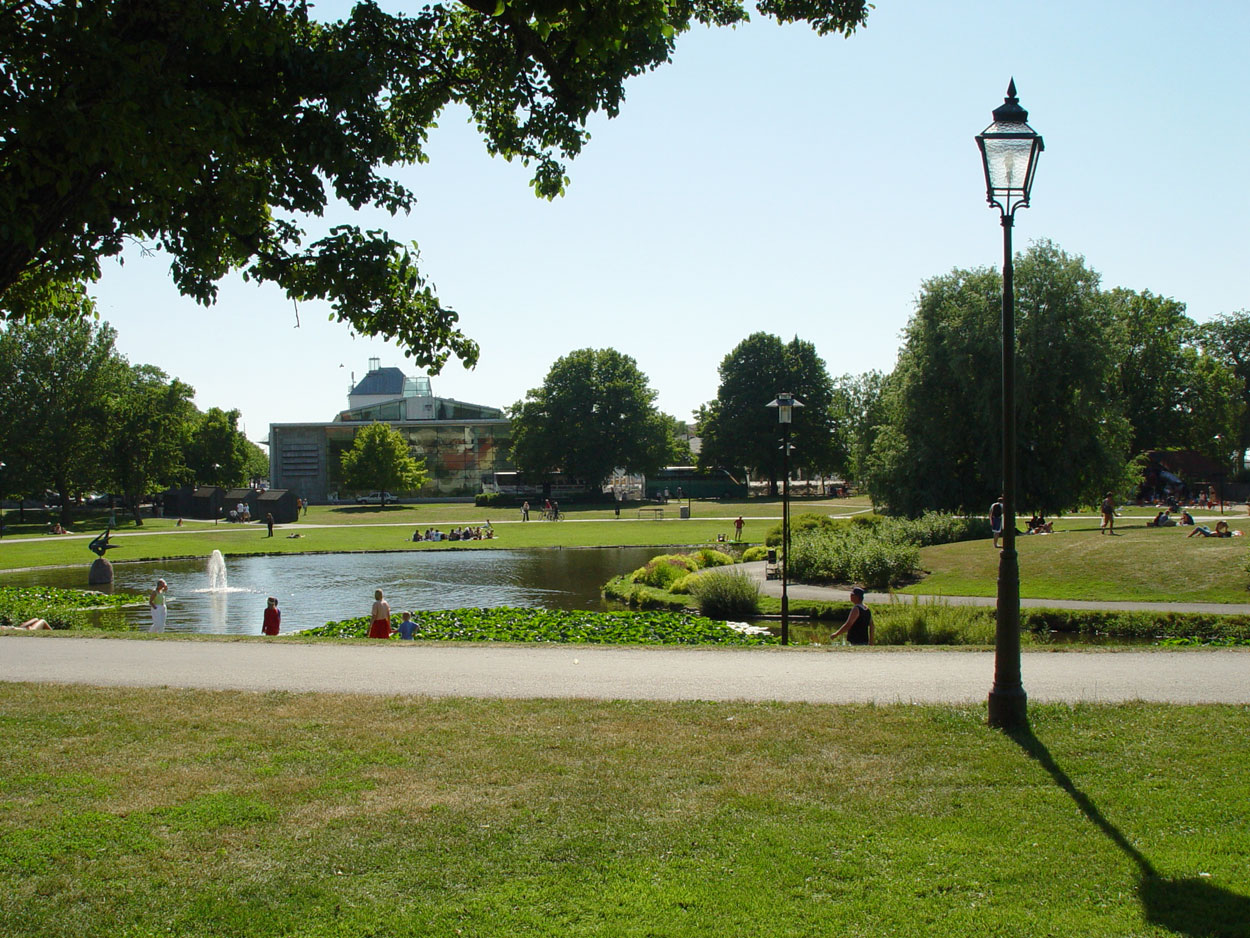
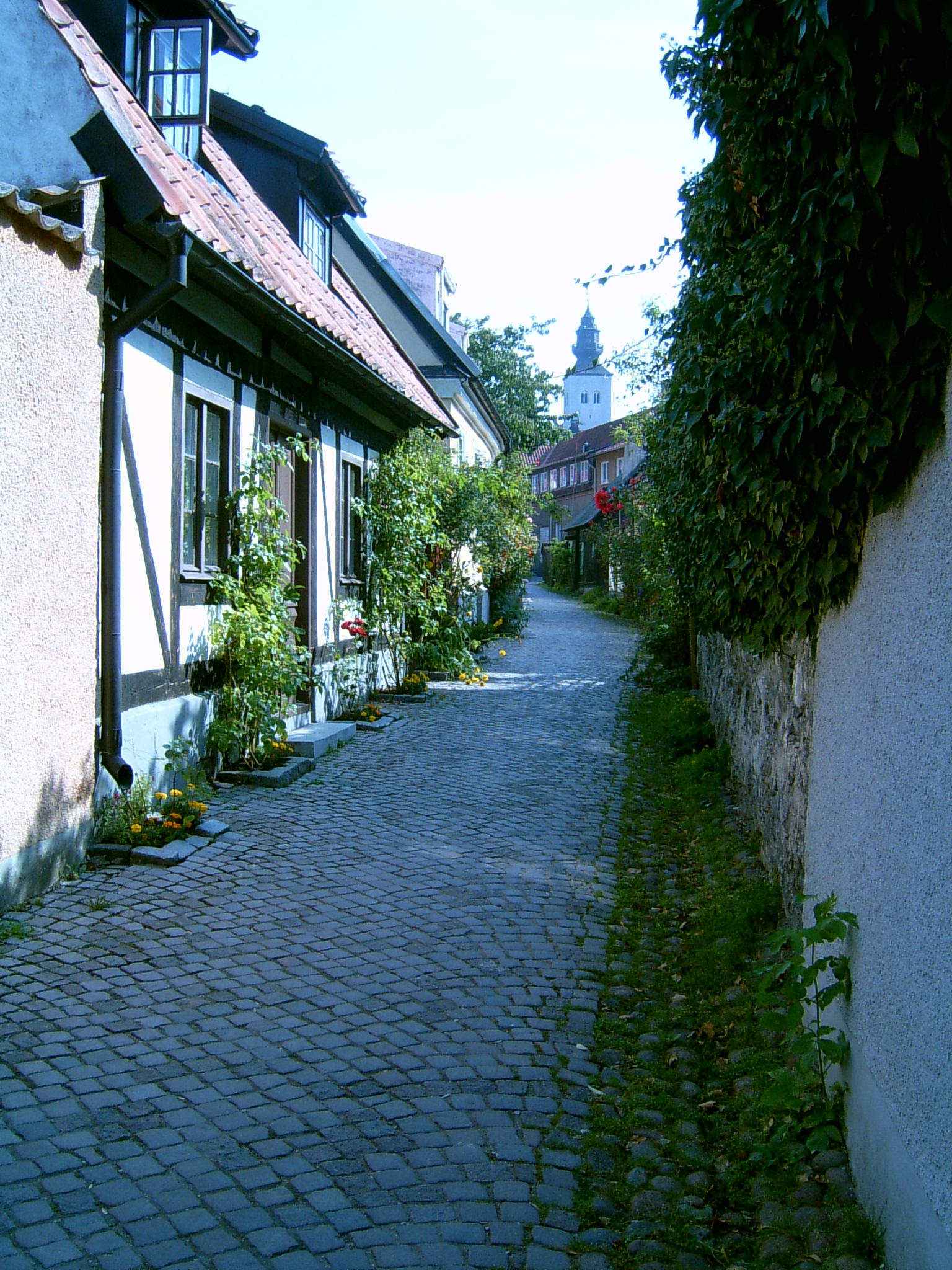
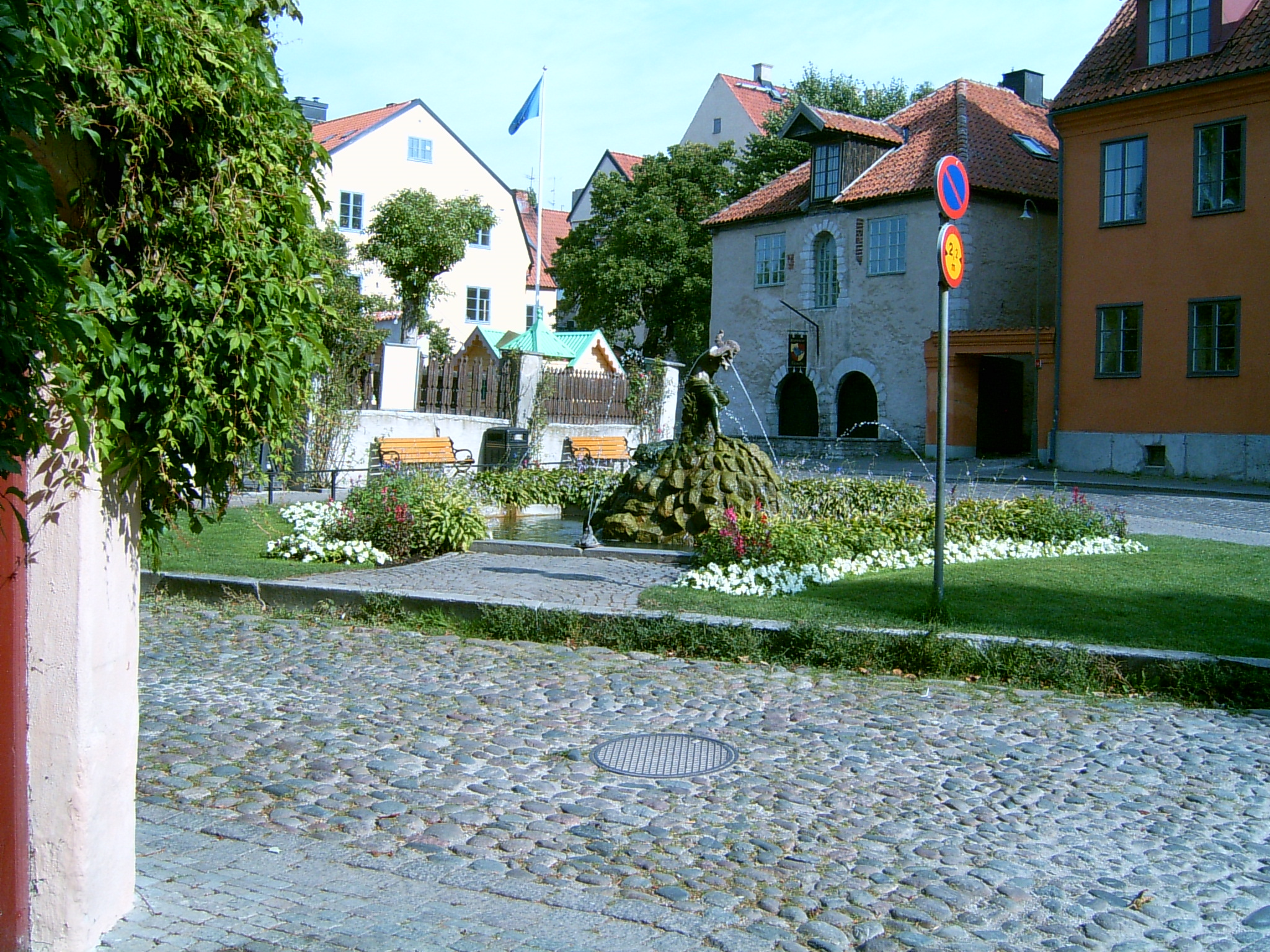